# Battaglia di Marais des Cygnes
La battaglia di Marais des Cygnes è stata un episodio del raid tentato dal comandante sudista Sterling Price in Missouri durante la guerra di secessione americana.
La battaglia, che coinvolse alcuni uomini dell'Armata Confederata del Missouri di Price e una divisione di cavalleria nordista guidata dal maggiore generale Alfred Pleasonton, venne combattuta nei pressi del fiume Marias des Cygnes.
Dopo essere stati sconfitti nella battaglia di Westport i sudisti infatti stavano cercando di ritirarsi verso il Kansas per poi far ritorno alle loro basi in Arkansas.
Pleasoton riuscì ad intercettare gli uomini di Price mentre stavano per attraversare quel fiume. Dopo un breve scontro i nordisti riuscirono a fare prigionieri 100 soldati nemici. Il resto delle truppe confederate proseguì la sua ritirata, inseguite dai nordisti con i quali si scontrarono altre due volte quel giorno stesso a Mine Creek e a Marmiton River.